# Lijst van brutoformules C27
Dit lemma is een onderdeel van de lijst van brutoformules met 27 koolstofatomen.

## C27
| Brutoformule                           | Naam                                                                            |
| -------------------------------------- | ------------------------------------------------------------------------------- |
| {\displaystyle {\ce {C27H14Br2F6}}}    | Bis(2-broom-4-fenyl-6-trifluormethyl-fenyl)carbeen ~ als Stabiel carbeen        |
| {\displaystyle {\ce {C27H15ClO3}}}     | Chloorfacinon                                                                   |
| {\displaystyle {\ce {C27H18}}}         | Truxeen                                                                         |
| {\displaystyle {\ce {C27H25N2NaO7S2}}} | Briljantzuurgroen BS ~ Ook wel: Food Green 4, Food Green S, Groen S             |
| {\displaystyle {\ce {C27H25N4}}}       | Mauveïne B ~ als mauveïne                                                       |
| {\displaystyle {\ce {C27H25N4}}}       | Mauveïne B2 ~ als mauveïne                                                      |
| {\displaystyle {\ce {C27H26O18}}}      | Fulvinezuur                                                                     |
| {\displaystyle {\ce {C27H26P2}}}       | 1,3-Bis(difenylfosfino)propaan                                                  |
| {\displaystyle {\ce {C27H28Br2O5S}}}   | Broomthymolblauw                                                                |
| {\displaystyle {\ce {C27H29F3O6S}}}    | Fluticasonfuroaat                                                               |
| {\displaystyle {\ce {C27H29NO11}}}     | Doxorubicine                                                                    |
| {\displaystyle {\ce {C27H29N3O6}}}     | Barnidipine                                                                     |
| {\displaystyle {\ce {C27H29N5O6S}}}    | Bosentan                                                                        |
| {\displaystyle {\ce {C27H30Cl2O6}}}    | Mometasonfuroaat                                                                |
| {\displaystyle {\ce {C27H30F5N2O2}}}   | Dutasteride                                                                     |
| {\displaystyle {\ce {C27H30N2O7S2}}}   | Sulforhodamine B                                                                |
| {\displaystyle {\ce {C27H30O5S}}}      | Thymolblauw                                                                     |
| {\displaystyle {\ce {C27H30O16}}}      | Rutine                                                                          |
| {\displaystyle {\ce {C27H32N2}}}       | 1,3-diadamantyl-imidazool-2-ylideen ~ als Stabiel carbeen                       |
| {\displaystyle {\ce {C27H32O7}}}       | Andirobine                                                                      |
| {\displaystyle {\ce {C27H32O7}}}       | Carapine                                                                        |
| {\displaystyle {\ce {C27H33N9O15P2}}}  | Flavine-adenine-dinucleotide                                                    |
| {\displaystyle {\ce {C27H34N4O}}}      | Piritramide                                                                     |
| {\displaystyle {\ce {C27H35N6O8P}}}    | Remdesivir                                                                      |
| {\displaystyle {\ce {C27H36N2O4}}}     | Repaglinide                                                                     |
| {\displaystyle {\ce {C27H36N2O5}}}     | Ivabradine                                                                      |
| {\displaystyle {\ce {C27H38N2O4}}}     | Verapamil                                                                       |
| {\displaystyle {\ce {C27H40O2}}}       | delta-Tocotriënol                                                               |
| {\displaystyle {\ce {C27H42ClNO2}}}    | Benzethoniumchloride                                                            |
| {\displaystyle {\ce {C27H44O}}}        | Cholecalciferol ~ in biosynthese vitamine D3                                    |
| {\displaystyle {\ce {C27H44O}}}        | 7-Dehydrocholesterol                                                            |
| {\displaystyle {\ce {C27H44O2}}}       | Calcidiol                                                                       |
| {\displaystyle {\ce {C27H44O3}}}       | Calcitriol                                                                      |
| {\displaystyle {\ce {C27H46ClN}}}      | benzyl-dimethyl-octadecylammoniumchloride ~ als benzalkoniumchloride            |
| {\displaystyle {\ce {C27H46O}}}        | Cholesterol ~ Ook wel: cholest-5-een-3β-ol, provitamine D ~ als plantensterolen |
| {\displaystyle {\ce {C27H54F6N2O4S2}}} | Trioctylmethylammoniumbis(trifluormethylsulfonyl)imide                          |
| {\displaystyle {\ce {C27H60F2N2O3}}}   | Olaflur                                                                         |